# Груды (Брестская область)
Груды́ (бел. Груды) — деревня в Барановичском районе Брестской области Белоруссии. Входит в состав Леснянского сельсовета. Расположена в 33 км по автодорогам к юго-западу от центра Барановичей, на расстоянии 9 км по автодорогам к востоку от центра сельсовета, агрогородка Лесная. В деревню ведёт дорога из ближайшей деревни Свояшки.

## Этимология
Название образовано от географического термина груд — участок широколиственного леса, обычно несколько возвышенный; повышенное место с богатыми почвами на низменной местности.

## География
К востоку от деревни протекает река Новосадка (Нерочь), правый приток реки Молотовка.

## История
По переписи 1897 года — однодворный фольварк Ястрамбельской волости Новогрудского уезда Минской губернии.
В 1909 году — урочище той же волости, 14 дворов.
После Рижского мирного договора 1921 года — в составе Ястрамбельской гмины Барановичского повета Новогрудского воеводства Польши, 28 домов. 
С 1939 года — в БССР, с конца июня 1941 года до июля 1944 года оккупирована немецко-фашистскими войсками. На фронтах войны погибло четыре односельчанина.

## Население
| Численность населения (по переписи) | Численность населения (по переписи) | Численность населения (по переписи) | Численность населения (по переписи) | Численность населения (по переписи) | Численность населения (по переписи) | Численность населения (по переписи) |
| 1897                                | 1909                                | 1921                                | 1959                                | 1999                                | 2009                                | 2019                                |
| ----------------------------------- | ----------------------------------- | ----------------------------------- | ----------------------------------- | ----------------------------------- | ----------------------------------- | ----------------------------------- |
| 10                                  | ↗78                                 | ↗160                                | ↗178                                | ↘3                                  | ↘1                                  | →1                                  |